# Huleaipole, Katerînopil
Huleaipole (în ucraineană Гуляйполе) este o comună în raionul Katerînopil, regiunea Cerkasî, Ucraina, formată numai din satul de reședință.

## Demografie
Componența lingvistică a comunei Huleaipole
     Ucraineană (97,44%)
     Rusă (2,41%)
Conform recensământului din 2001, majoritatea populației comunei Huleaipole era vorbitoare de ucraineană (97,44%), existând în minoritate și vorbitori de rusă (2,41%).